# Perelli
Perelli är en kommun i departementet Haute-Corse på ön Korsika i Frankrike. Kommunen ligger i kantonen Orezza-Alesani som tillhör arrondissementet Corte. År 2022 hade Perelli 109 invånare.

## Befolkningsutveckling
Antalet invånare i kommunen Perelli
Referens:INSEE